# Get Away
Get Away, ibland skriven som Getaway, är en R&B-influerad poplåt komponerad av Georgie Fame, inspelad och utgiven som singel 1966 av Georgie Fame and the Blue Flames. Det var den andra av tre singlar med Georgie Fame som nådde förstaplatsen på brittiska singellistan. Låten blev även populär i Europa och nådde förstaplatsen i Kanada, men den stannade på plats 70 på singellistan i USA.

## Listplaceringar
| Lista (1966)   | Position               |
| -------------- | ---------------------- |
| Frankrike      | 16                     |
| Irland         | 6                      |
| Kanada         | 1                      |
| Nederländerna  | 20                     |
| Nya Zeeland    | 10 (NZ Listner)        |
| Storbritannien | 1                      |
| Sverige        | 7 (Kvällstoppen)       |
| Sverige        | 8 (Tio i topp)         |
| USA            | 70 (Billboard Hot 100) |
| Västtyskland   | 32                     |